# Djungeltelegraf
Djungeltelegraf är vardagligt tal för förmedling av nyheter utanför officiella kanaler dvs. genom rykten och dylikt. Ordet är belagt sedan 1954. 